# Europe Middle East & Africa

Une carte de localisation

Europe Middle East & Africa, ou EMEA, est une appellation que certaines entreprises utilisent pour désigner la région économique qui regroupe les pays d'Europe, du Moyen-Orient et de l'Afrique.
Au niveau mondial, elle est complétée par deux autres régions : l'Asie-Pacifique et le continent américain.  Chacune de ces zones peut être à nouveau découpée en régions économiques plus petites qui différent elles aussi d'un simple découpage continental. Ainsi, Europe Middle East & Africa est parfois redécoupée en plusieurs sous-ensembles.

## Objectif du découpage
Ce type de découpage existe car un découpage en cinq continents peut apparaître trop fin ou inadapté à l'activité. Pour certaines industries ou entreprises, l'Afrique et l'Océanie représentent de faibles potentiels de vente en comparaison de celui que l'Amérique du Nord offre. Les entreprises qui gèrent leur activité sur Europe Middle East & Africa confient le plus souvent cette région à un directeur commercial qui est responsable du commerce sur toute cette région. Ce type de découpage serait notamment utilisé en Amérique du Nord, pour regrouper des régions sur le plan commercial, avec un pilotage de la région basé en Europe, qui permettrait de mieux gérer la région grâce aux liens historiques existant entre l'Europe et le reste de cette région.
De plus, ce type de découpage regroupe les régions par fuseaux horaires et limite potentiellement les distances parcourues. Cependant ce découpage a des limites : notamment l'hétérogénéité des pays tant en termes culturels, que de niveau de revenus ou en termes de régimes politiques.

## Périmètre
S’il ne fait pas débat que la région Europe Middle East & Africa réunit tous les pays d'Europe et d'Afrique, elle possède une délimitation moins consensuelle en Asie. Certains considèrent que l'Asie centrale fait partie de ce découpage, et d'autres l'excluent. De même, la Russie peut également être incluse ou exclue, tout comme les territoires d'outre-mer des États européens.